# CSS Webb
CSS Webb lub William H. Webb – amerykański okręt rzeczny – taranowiec z okresu wojny secesyjnej, używany przez siły Konfederacji na Missisipi.

## Budowa i służba jako statek
Statek „Webb”, znany także jako „William H. Webb”, został zbudowany w stoczni Williama H. Webba w Nowym Jorku w 1856. Był to bocznokołowy drewniany parowiec, przystosowany do pływania oceanicznego. Służył początkowo nawet jako lodołamacz na wschodnim wybrzeżu USA. Przed wojną secesyjną został zakupiony przez Southern Steamship Co. i w maju 1861 przybył do Nowego Orleanu z Hawany.
Początkowo używany był jako prywatny okręt w służbie Konfederacji na Missisipi i według niektórych źródeł, zdobył trzy statki Unii transportujące olej. Według innych źródeł, służył jako transportowiec. Po zdobyciu Nowego Orleanu przez unionistów, zbiegł do Shreveport nad Red River.

## Przebudowa na okręt
W styczniu 1863 „Webb” został wcielony do służby w armii Konfederacji w Aleksandrii oraz przebudowany na taranowiec. Przebudowa taka typowo polegała na wzmocnieniu konstrukcji dziobu za pomocą grubych drewnianych belek i żelaza, pełniącego teraz rolę taranu oraz osłonięciu kotłów parowych i maszyn okrętu grubą warstwą drewna. Konfederackie taranowce, w tym „Webb”, były ponadto zwykle chronione przed ogniem broni strzeleckiej i w mniejszym stopniu artylerii przez bele sprasowanej bawełny na pokładzie wokół nadbudówki (tzw. okręty typu cottonclad). Dowódcą został major Joseph L. Brent z Armii Konfederacji.
„Webb” jako taranowiec otrzymał także uzbrojenie artyleryjskie, zazwyczaj podawane jako 1 działo gwintowane 130-funtowe Jamesa (216 mm) na dziobie i 2 działa haubiczne 12-funtowe (strzelające granatami).

## Służba w siłach Konfederacji
Po przebudowie, 24 lutego 1863 wraz ze świeżo zdobytym taranowcem CSS „Queen of the West”, „Webb” zatopił na płyciźnie poniżej Vicksburga nową kanonierkę pancerną Unii USS „Indianola”, taranując ją kilkakrotnie.
Później, w związku z opanowaniem przez Unię całej rzeki Missisipi, „Webb” działał na Red River, stanowiąc jedyny okręt konfederatów o większej wartości na tym obszarze. Pod koniec wojny, na początku 1865 roku został podporządkowany Marynarce Konfederacji i zdecydowano skierować go na otwarte morze przeciwko handlowi morskiemu Unii. Pod dowództwem kapitana (Lt.) Charlesa W. Reada, „Webb” 23 kwietnia 1865 pokonał blokadę Unii u ujścia Red River i przeszedł na Missisipi, następnie minął okręty Unii pod Baton Rouge i pod Nowym Orleanem oraz forty Nowego Orleanu, kierując się na morze. W odległości 20-24 mile poniżej Nowego Orleanu, w delcie Missisipi, przy Bonnet Carre, został jednak przechwycony przez okręty Unii, slup USS „Richmond” i USS „Hollyhock” i wyrzucił się na brzeg. Ostrzelany, spłonął, z 217 belami bawełny na pokładzie. Zginęło co najmniej 45 członków załogi, do niewoli wzięto 26 i 8 oficerów.